# 앙리 드카에
앙리 드카에(프랑스어: Henri Decaë, 1915년 7월 31일~1987년 3월 7일)는 프랑스의 촬영기사이다.

## 생애
1915년 7월 31일 프랑스 생드니에서 태어났다. 편집·음향기사로 영화계에 입문하였으며, 제2차 세계 대전 당시 프랑스군 소속의 촬영기사로 일하였다. 종전 후 촬영기사로 직종을 이어나가면서 장피에르 멜빌, 루이 말, 클로드 샤브롤, 프랑수아 트뤼포 등의 감독과 같이 작업하였다. 1987년 3월 7일 쉬렌에서 죽었다.

## 작품 목록
- 《바다의 침묵》 (1949)
- 《무서운 아이들》 (1950)
- 《도박사 봅》 (1956)
- 《사형대의 엘리베이터》 (1958)
- 《연인들》 (1958)
- 《400번의 구타》 (1959)
- 《착한 여자들》 (1960)
- 《레옹 모랭 신부》 (1961)
- 《검은 튤립》 (1964)
- 《한밤의 암살자》 (1967)
- 《시실리안》 (1969)
- 《암흑가의 세 사람》 (1970)